# Antonio d'Arezzo
Antonio di Cipriano Neri di Arezzo (Arezzo, 1380 – Firenze, 1450) è stato un letterato, teologo e religioso italiano, ammiratore di Dante e lettore della Commedia a Firenze nel 1428 e nel 1432.

## Biografia
Frate francescano nato ad Arezzo nell'ultimo quarto del XIV secolo, Antonio studiò teologia a Parigi, diventando poi decano della Facoltà di Teologia fiorentina nel 1424. La sua figura è soprattutto però legata all'attività di predicazione che svolse a Firenze, che gli valse l'onore prima di tenere un discorso in onore di papa Eugenio IV, a quell'epoca nel capoluogo toscano (1431); e poi di tenere gratuitamente delle letture pubbliche sulla Commedia (Lecturae Dantis) nella Cattedrale di Santa Maria del Fiore e/o nello Studium fiorentino, affinché fosse spiegata anche al popolo. Se Franco Mancini ricorda solo la data del 1432, Maurizio Bazzoni, direttore del Centro dantesco di Ravenna, e Gino Zanotti ricordano che tale onore gli fu conferito anche nel 1428. Morì, probabilmente a Firenze, all'età di 70 anni nel 1450.